# Orwell (серия игр)
Orwell — серия эпизодических компьютерных игр в жанре симуляторов от немецкого независимого разработчика Osmotic Studios, в которой игрок берет на себя роль государственного оперативника, отслеживающего источники угроз национальной безопасности. Игра названа в честь Джорджа Оруэлла, автора антиутопического романа «1984», ссылки на который можно встретить в игре.
Первая игра из этой серии, названная Keeping an Eye on You (с англ. — «следя за тобой»), была выпущена в виде еженедельного сериала из пяти частей для компьютеров под управлением Windows, стартовавшего 20 октября 2016 года.
О выходе второй части игры, под названием Ignorance is Strength (с англ. — «Незнание — Сила»), было объявлено в августе 2017 года. Общий тон игры, вышедшей в 2018 году, стал более мрачным, а введение времени суток заставляет выбирать, когда проводить расследование с наименьшим риском обнаружения.

## Сюжет

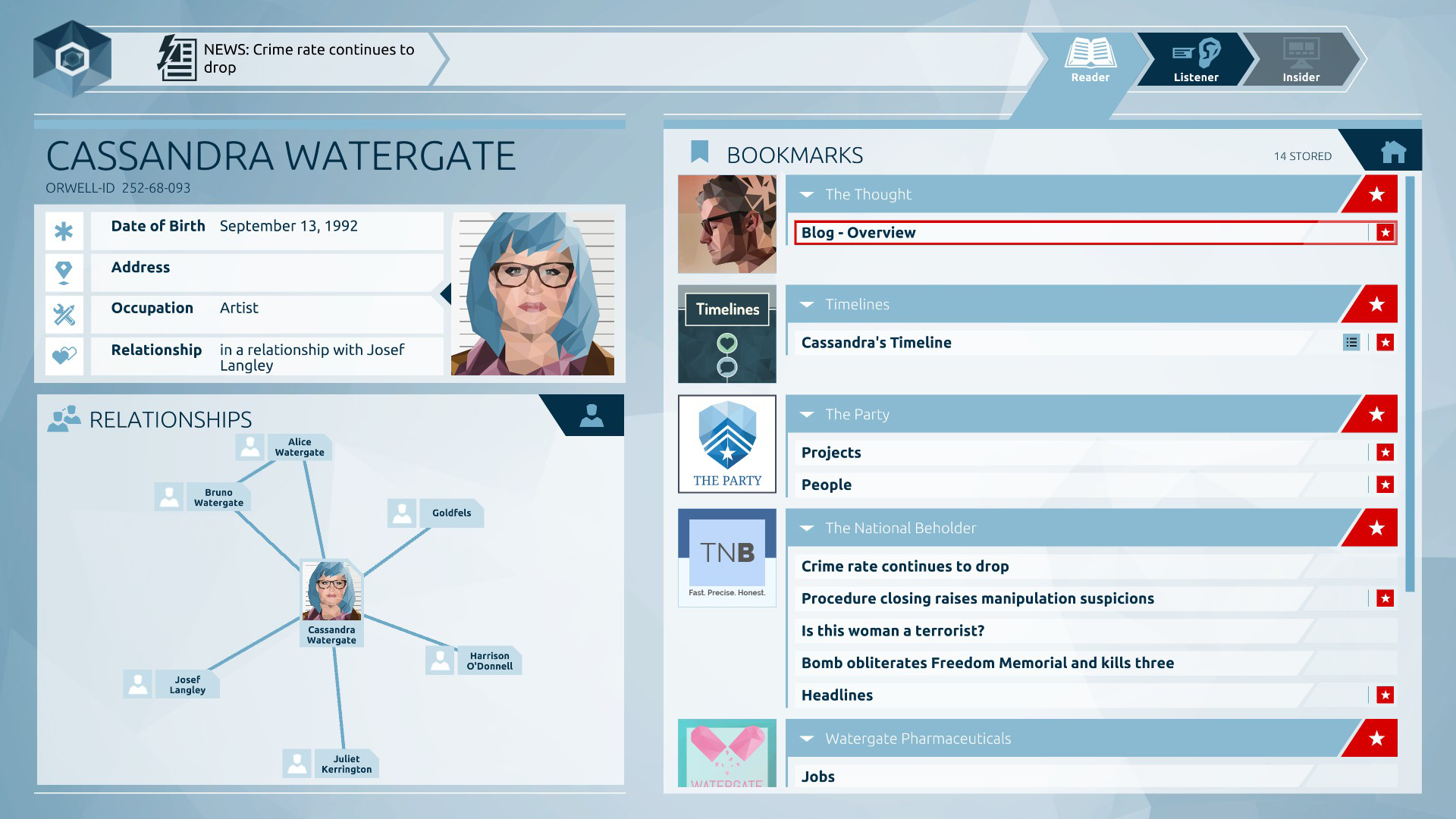
Интерфейс игры

Действие игры Orwell происходит в стране под названием «Нация» (англ. Nation), во главе с современным авторитарным правительством, известным как «Партия» (англ. The Party) в столице Бонтона (англ. Bonton). В 2012 году Партия приняла закон о безопасности, закон, расширяющий возможности правительства шпионить за своими гражданами во имя национальной безопасности. В рамках законопроекта министерство безопасности, во главе с секретарем безопасности «Кэтрин Делакруа» (англ. Catherine Delacroix), ввело в действие скрытую систему наблюдения под кодовым названием «Демиург» (англ. Demiurge (впоследствии переименованную в Orwell).
Orwell позволяет расследовать частную информацию людей, представляющих интерес, но не дает ни одному человеку полный доступ. Вместо этого операция Orwell управляется двумя группами. «Следователи» (англ. Investigators), лица за пределами «Нации», работающие на правительство, которые осуществляют поиск через целевых людей и загружают интересующие их элементы (представленные как «хранилища данных»). А также «Советники» (англ. Advisors), люди внутри «Нации», которые используют полученные элементы данных для расследования событий и рекомендации действий властям.
Игроки исполняют роль "следователя" сверхсекретной правительственной службы (Orwell), которая расследует преступления, собирая информацию о людях из публичных (соцсети) и непубличных (личные электронные устройства) источников.
Игроки должны делать выбор между служением своей стране и помощью другим людям, используя различные методы для достижения своих целей.
| Системные требования | Системные требования                                             | Системные требования                                             |
| -------------------- | ---------------------------------------------------------------- | ---------------------------------------------------------------- |
|                      | Рекомендации                                                     |                                                                  |
| Microsoft Windows    |                                                                  |                                                                  |
| ОС                   | Windows XP, Windows Vista, Windows 7                             | Windows XP, Windows Vista, Windows 7                             |
| ЦПУ                  | Intel Pentium 4 2.0 ГГц или любой другой эквивалентный процессор | Intel Pentium 4 2.0 ГГц или любой другой эквивалентный процессор |
| Объём ОЗУ            | 4 ГБ ОЗУ                                                         | 4 ГБ ОЗУ                                                         |
| Место на диске       | 3 ГБ свободного места на жёстком диске                           | 3 ГБ свободного места на жёстком диске                           |
| Видеокарта           | DirectX 9.0 совместимая звуковая карта                           | DirectX 9.0 совместимая звуковая карта                           |
| Звуковая плата       | DirectX 9.0 совместимая звуковая карта                           | DirectX 9.0 совместимая звуковая карта                           |

## Оценки и критика
| Сводный рейтинг    | Сводный рейтинг |
| Агрегатор          | Оценка          |
| ------------------ | --------------- |
| GameRankings       | 77,90 %         |
| Metacritic         | 77/100          |
| «Критиканство»     | 73/100          |
| Иноязычные издания |                 |
| Издание            | Оценка          |
| Game Informer      | 6/10            |
| GameSpot           | 8/10            |
| Polygon            | 9/10            |

Первый сезон был положительно воспринят многими игровыми критиками. Долгое время основным недостатком игры оставалась её одноязычность (игра была только на английском языке), но в начале 2019 года разработчики заявили не только о подготовке профессиональной локализации на нескольких языках (русском, немецком, французском, испанском и китайском), но и о возможности создания дополнительных локализаций сообществом.
Летом 2018 года, благодаря уязвимости в защите Steam Web API, стало известно, что точное количество пользователей сервиса Steam, которые играли в игру хотя бы один раз, составляет 228 284 человека.